# ラギャルデル
ラギャルデル（仏: Lagardelle）は、フランス南西部のオクシタニー地域圏ロット県に属するコミューン。

## 地理
県の西部に位置し、東をロット川が流れている。この川はラギャルデルを含むピュイ・レヴェック小郡付近では蛇行して流れている。2km北東には人口2500人ほどのプレサックの街が、また、3kmほど北西へ行けば人口2000人のピュイ・レヴェックの街がある。

## 行政
- 市長：クロード・トゥレ（Claude Teulet、2001年3月から）

## 人口の推移
| 1962年 | 1968年 | 1975年 | 1982年 | 1990年 | 1999年 | 2006年 |
| ------ | ------ | ------ | ------ | ------ | ------ | ------ |
| 76     | 108    | 96     | 104    | 107    | 102    | 124    |

INSEEより。